# MotoGP: Ultimate Racing Technology 2
MotoGP: Ultimate Racing Technology 2 est un jeu vidéo d'arcade et de simulation sorti en 2003 et qui fonctionne sur Windows et Xbox.

Le jeu a été développé par Climax et édité par THQ.

## Système de jeu

### Généralités
Le jeu propose les 16 circuits officiels et les 22 pilotes du championnat du monde de grands prix moto 2002.
La version Xbox permet de jouer en multijoueurs en ligne via le service Xbox Live.

### Pilotes
Voici un tableau récapitulatif des 22 pilotes jouables dans MotoGP: U.R.T 2 :
| Nom et Prénom       | Pays           | Équipe                     | Moto (marque)   | Description moto              |
| ------------------- | -------------- | -------------------------- | --------------- | ----------------------------- |
| Valentino Rossi     | Italie         | Repsol Honda Team          | Honda RC 211V F | 4 temps, 990 cm3, 5 cylindres |
| Tohru Ukawa         | Japonais       | Repsol Honda Team          | Honda RC 211V F | 4 temps, 990 cm3, 5 cylindres |
| Max Biaggi          | Italien        | Team Yamaha                | Yamaha YZR M1 F | 4 temps, 990 cm3, 4 cylindres |
| Alex Barros         | Brésilien      | Team Honda Pons            | Honda RC 211V   | 4 temps, 990 cm3, 5 cylindres |
| Carlos Checa        | Espagnol       | Team Yamaha                | Yamaha YZR M1 F | 4 temps, 990 cm3, 4 cylindres |
| Daijiro Kato        | Japonais       | Team Honda Gresini         | Honda RC 211V   | 4 temps, 990 cm3, 5 cylindres |
| Loris Capirossi     | Italien        | Team Honda Pons            | Honda NSR 500   | 2 temps, 499 cm3, 4 cylindres |
| Kenny Roberts       | Américain-Nord | Telefonica Movistar Suzuki | Suzuki GSV-R    | 4 temps, 990 cm3, 4 cylindres |
| Norifumi Abe        | Japonais       | Atena 3 Yamaha d'Antin     | Yamaha YZR M1   | 4 temps, 990 cm3, 4 cylindres |
| Jeremy McWilliams   | Britannique    | Proton Team KR             | Proton KR3      | 2 temps, 499 cm3, 3 cylindres |
| Olivier Jacque      | Français       | Yamaha Tech 3              | Yamaha YZR M1   | 4 temps, 990 cm3, 4 cylindres |
| Nobuatsu Aoki       | Japonais       | Proton Team KR             | Proton KR3      | 2 temps, 499 cm3, 3 cylindres |
| Shinya Nakano       | Japonais       | Yamaha Tech 3              | Yamaha YZR M1   | 4 temps, 990 cm3, 4 cylindres |
| Sete Gibernau       | Espagnol       | Telefonica Movistar Suzuki | Suzuki GSV-R    | 4 temps, 990 cm3, 4 cylindres |
| Garry McCoy         | Australien     | Red Bull Yamaha WCM        | Yamaha YZR 500  | 2 temps, 499 cm3, 4 cylindres |
| John Hopkins        | Américain USA  | Red Bull Yamaha WCM        | Yamaha YZR 500  | 2 temps, 499 cm3, 4 cylindres |
| Jurgen vd Goorbergh | Nééerlandais   | Kanemoto Racing            | Honda NSR 500   | 2 temps, 499 cm3, 4 cylindres |
| Andrew Pitt         | Australien     | Team Kawasaki              | Kawasaki ZX-RR  | 4 temps, 990 cm3, 4 cylindres |
| Tetsuya Harada      | Japonais       | Pramac Honda Racing        | Honda NSR 500   | 2 temps, 499 cm3, 4 cylindres |
| Régis Laconi        | Français       | Aprilia Racing             | Aprilia RS Cube | 4 temps, 990 cm3, 4 cylindres |
| Akira Ryo           | Japonais       | Team Suzuki                | Suzuki GSV-R    | 4 temps, 990 cm3, 4 cylindres |
| Jose Luis Cardoso   | Espagnol       | Atena 3 Yamaha d'Antin     | Yamaha YZR 500  | 2 temps, 499 cm3, 4 cylindres |

### Circuits
Il y a 16 circuits différents dans le jeu. Voici leurs caractéristiques :
| Nom du circuit | Lieu               | Longueur (en mètre) |
| -------------- | ------------------ | ------------------- |
| Suzuka         | Japon              | 5859                |
| Phakisa        | Afrique du Sud     | 4242                |
| Jerez          | Espagne            | 4423                |
| Le Mans        | France             | 4180                |
| Mugello        | Italie             | 5245                |
| Catalunya      | Espagne            | 4727                |
| Assen          | Pays-Bas           | 6027                |
| Donington      | Royaume-Uni        | 4023                |
| Sachsenring    | Allemagne          | 3704                |
| Brno           | République tchèque | 5403                |
| Estoril        | Portugal           | 4182                |
| Rio            | Brésil             | 4933                |
| Motegi         | Japon              | 4801                |
| Sepang         | Malaisie           | 5548                |
| Phillip Island | Australie          | 4448                |
| Valencia       | Espagne            | 4005                |

## Accueil
- Jeux Vidéo Magazine : 18/20[1]
- Jeuxvideo.com : 17/20[2]